# Theodore Kaczynski
Pour les articles homonymes, voir Kaczyński.
Theodore Kaczynski, dit Ted Kaczynski et surnommé Unabomber par le FBI, est un terroriste américain, mathématicien de formation, activiste anarcho-écologiste et néo-luddite,, né le 22 mai 1942 à Evergreen Park dans l'Illinois et mort le 10 juin 2023 près de Butner dans le comté de Durham en Caroline du Nord,.
Il a fait l'objet de la chasse à l'homme la plus coûteuse de l'histoire du FBI, ayant aspiré, deux décennies durant, à devenir le « parfait tueur anonyme ». Il est en même temps l'auteur de plusieurs textes et ouvrages.
Il s'est battu, selon lui, contre les dangers inhérents à la direction prise par le progrès dans une société industrielle et une civilisation technologique, une société qui s'éloignerait de l'humanité et de la liberté humaine pour la majorité sinon pour la totalité de la population. Après des études et une courte carrière de professeur de mathématiques, il décide de se retirer dans la nature et s'installe dans une cabane isolée à Lincoln au Montana. À la suite de la disparition de l'environnement naturel où il réside, il décide de combattre la société technologique et industrielle. Il s'engage dans une campagne d'envoi de colis piégés de manière artisanale à diverses personnes au prétexte qu'elles construisent ou défendent la société technologique. Cette campagne d'attentats dure dix-huit ans, faisant trois morts et 23 blessés avec 16 bombes artisanales envoyées. En septembre 1995, il fait publier son manifeste par le Washington Post. Son texte attire l'attention de son frère, qui le dénonce au FBI. Kaczynski est finalement repéré et arrêté le 3 avril 1996, avant d'être condamné à la prison à perpétuité.
Avant que son identité ne soit connue, le FBI se réfère à lui comme UNABOM (« UNiversity and Airline BOMber »). Plusieurs variantes de ce surnom seront utilisées par les médias : Unabomer, Unabomber et UniBomber.

## Biographie

### Jeunesse
Theodore John Kaczynski naît le 22 mai 1942 à Evergreen Park, dans la banlieue de Chicago, aux États-Unis. Il est le premier enfant de Theodore Richard Kaczynski, ouvrier dans une usine de saucisses, et de Wanda Theresa Kaczynski, née Dombek. Ses parents appartiennent à la seconde génération d'une famille d'émigrés polonais.
À l'âge de neuf mois, il développe une grave allergie médicamenteuse, son corps étant recouvert d'urticaire. Il est placé en isolement dans un hôpital pendant huit mois. Séparé de ses parents et de son milieu, il développe alors une altération de la personnalité. La naissance de son frère David le 9 octobre 1949 le perturbe aussi,.
Élève surdoué, il entre à l'école en avance et saute deux classes si bien qu'il se retrouve marginalisé. Dans des résultats de test de quotient intellectuel à dix ans, Kaczynski obtient le score de 167, probablement sur l'échelle de Cattell, qui est la plus utilisée aux États-Unis. Il semble cependant que cette information soit à prendre avec précaution, la passation du WAIS-R en 1996 estimant le QI total de Ted Kaczynski à 136 sur l'échelle de Wechsler.
Il entre à Harvard à seize ans, obtient son baccalauréat en mathématiques avec des résultats moyens. Ses colocataires et d'autres étudiants de Harvard ont décrit Kaczynski comme une personne très intelligente mais socialement réservée.

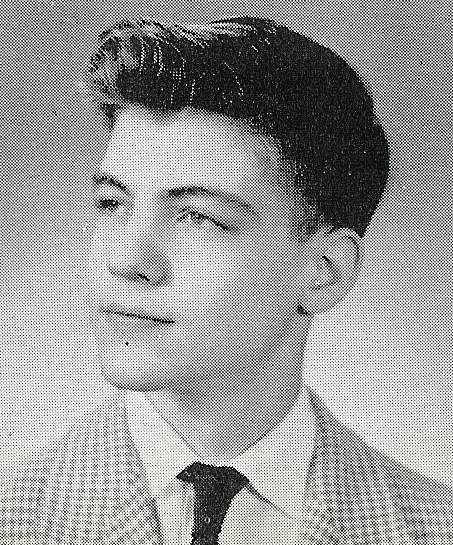
Theodore Kaczynski en 1958.

À Harvard, Kaczynski se porte volontaire pour participer à une expérience du département de psychologie, conduite sur différents étudiants entre 1959 et 1962 par le professeur Henry Murray. Durant cette expérience visant à analyser les réactions des gens sous stress, Kaczynski fut soumis à des interrogatoires intensifs, que Murray lui-même qualifia de « personnellement abusifs ». Cette expérience serait liée au projet MK-Ultra (expériences de psychologie sociale, recherches sur le LSD dans le cadre de manipulations mentales…),,.
À vingt-cinq ans, il devient docteur en mathématiques à l'université du Michigan. Au Michigan, Kaczynski se spécialise dans l'analyse complexe, notamment dans la théorie géométrique des fonctions (en). Il impressionne ses professeurs. Le professeur Peter Duren dit de Kaczynski : « C'était une personne inhabituelle. Il n'était pas comme les autres étudiants diplômés. Il avait la volonté de découvrir la vérité mathématique. » George Piranian, un autre de ses professeurs de mathématiques à Michigan, déclare : « Il ne suffit pas de dire qu'il était intelligent. » Kaczynski obtient 1 F, 5 B et 12 A dans ses 18 cours à l'université. En 2006, il dit qu'il avait des souvenirs désagréables du Michigan et qu'il pensait que l'université avait des normes de notation assez légères, comme en témoignent ses notes relativement élevées.

En 1964, il trouve une preuve du théorème de Wedderburn n’utilisant que des résultats de théorie des groupes finis,.

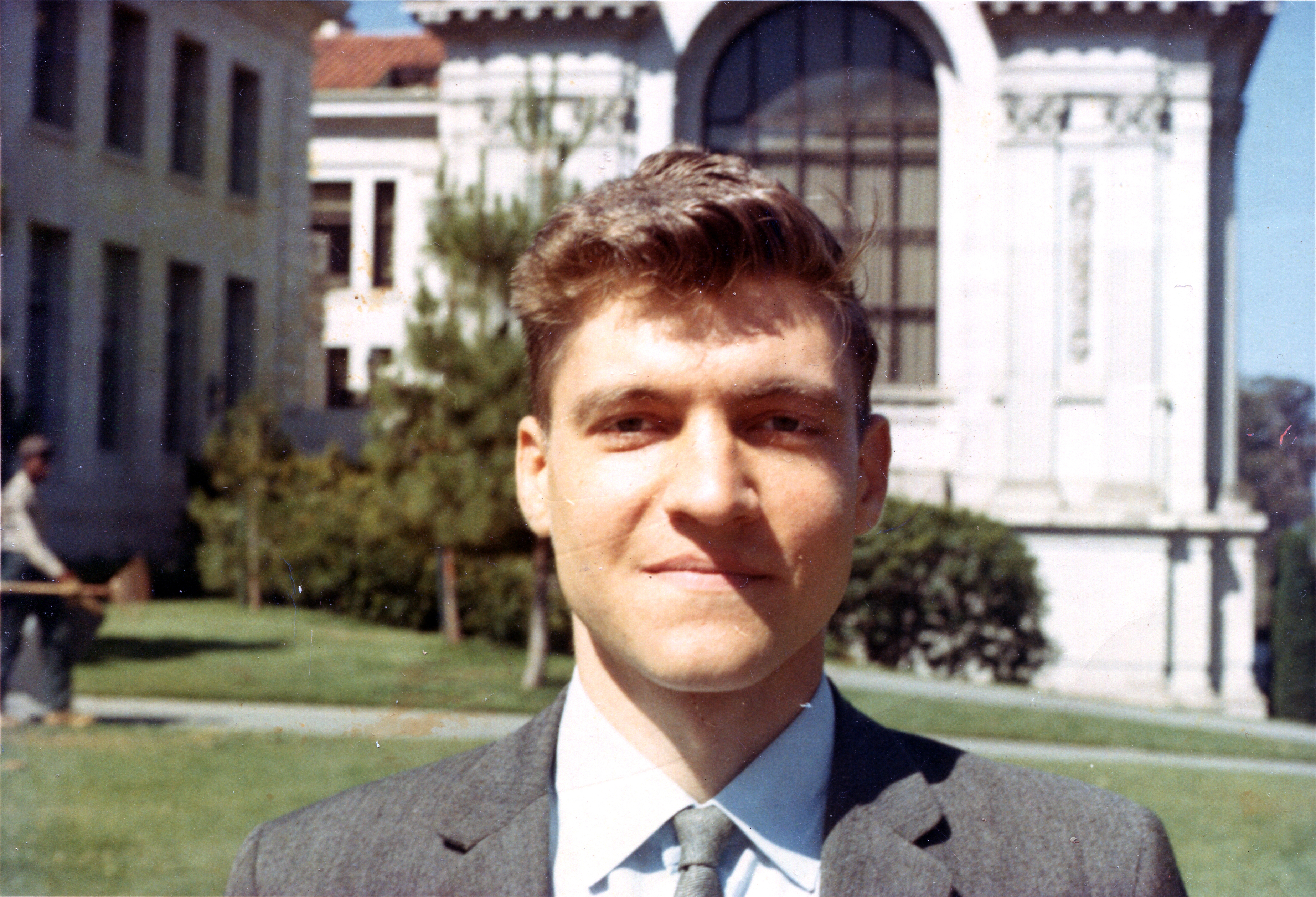
Theodore Kaczynski en tant que professeur assistant à l'université de Californie à Berkeley en 1967.

Theodore Kacynski devient en 1967 professeur assistant en mathématiques à l'université de Californie à Berkeley dont le département de mathématiques est considéré comme le premier dans le pays. Introverti, plutôt que de se tourner vers la recherche, il démissionne en 1969 et retourne vivre chez ses parents.

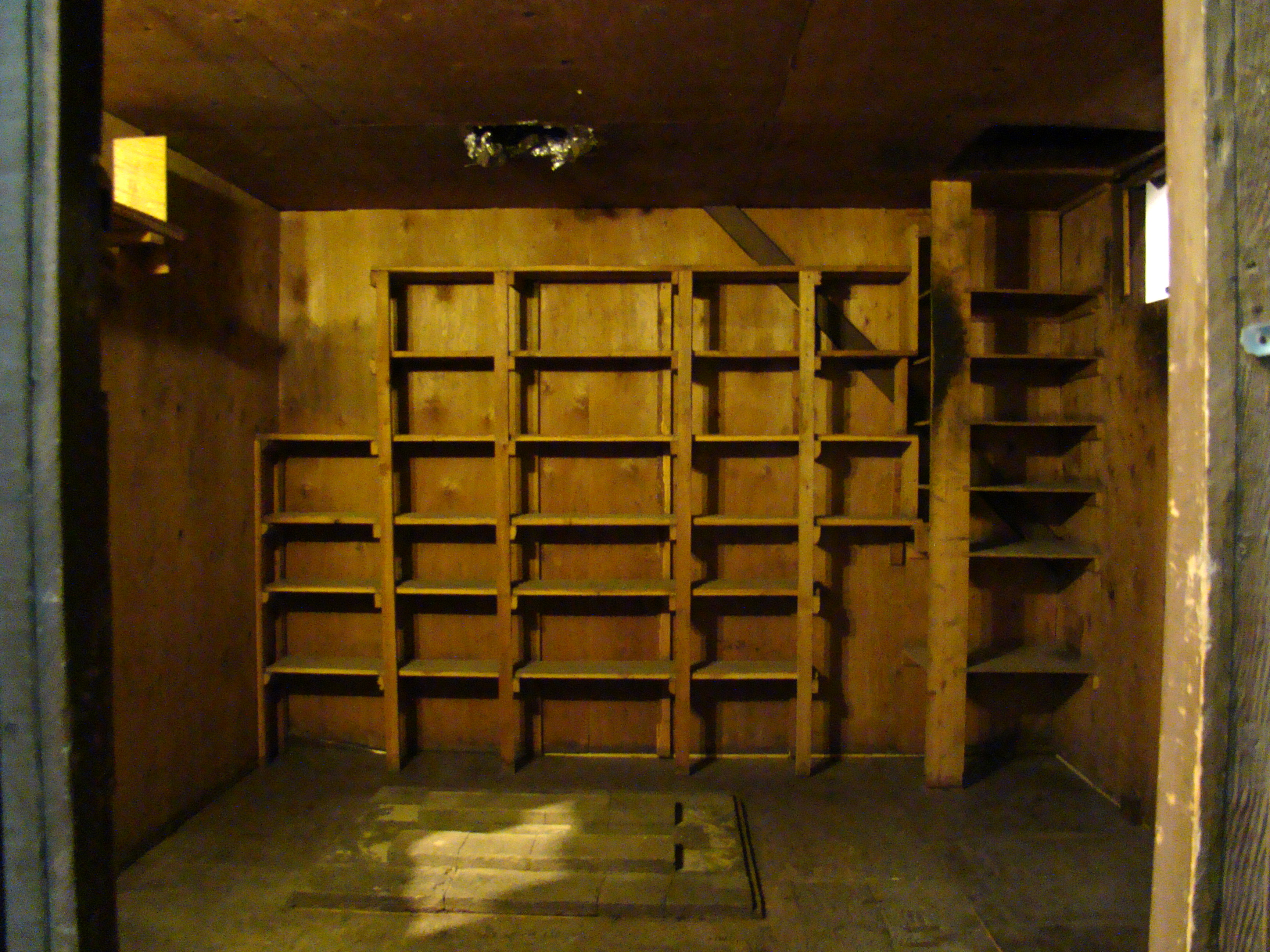
Intérieur de la cabane-hangar de Theodore Kaczynski exposée au Newseum de Washington.

En 1971, il part vivre dans le Montana, y achète une terre et construit une cabane en bois pour y vivre, sans eau ni électricité,. Marqué par les travaux de Jacques Ellul et des néo-luddites, il adopte une forme de survivalisme et mène une vie proche de celle d'un ermite.

### Attentats
Son premier colis piégé est envoyé à la fin du mois de mai 1978 au professeur Buckley Crist de l'université Northwestern. Le paquet est trouvé dans un parc de stationnement de l'université de l'Illinois à Chicago, avec, pour adresse de retour, celle du professeur Crist et adressé au professeur E. J. Smith de l'Institut polytechnique de Rensselaer dans l'État de New York. Le paquet est renvoyé à Crist. Pris de soupçons devant un paquet qu'il n'a jamais envoyé, il en informe la police du campus. Un policier, du nom de Terry Marker, ouvre le paquet, qui explose ; Marker n'a que des blessures légères.
L'attentat de 1978 est suivi par d'autres à l'encontre de compagnies aériennes, avec l'objectif de faire exploser des avions, notamment un Boeing 727-223 opérant le vol 444 d'American Airlines, le 15 novembre 1979. Au début, les bombes sont l'œuvre d'un amateur et causent peu de dommages.
La première conséquence grave survient en 1985, quand un étudiant diplômé de l'université de Californie à Berkeley perd quatre doigts et la vision d'un œil. La bombe était empaquetée avec l'inscription « FC » — à ce moment-là traduit par « Fuck Computers » — que l'on traduisit plus tard par « Freedom Club »[réf. nécessaire]. Le propriétaire d'un magasin d'informatique californien est tué par un clou et des éclats qu'il reçoit d'une bombe laissée sur sa place de stationnement en 1985. Une attaque similaire contre un magasin d'informatique a lieu à Salt Lake City (Utah), le 20 février 1987[réf. nécessaire].

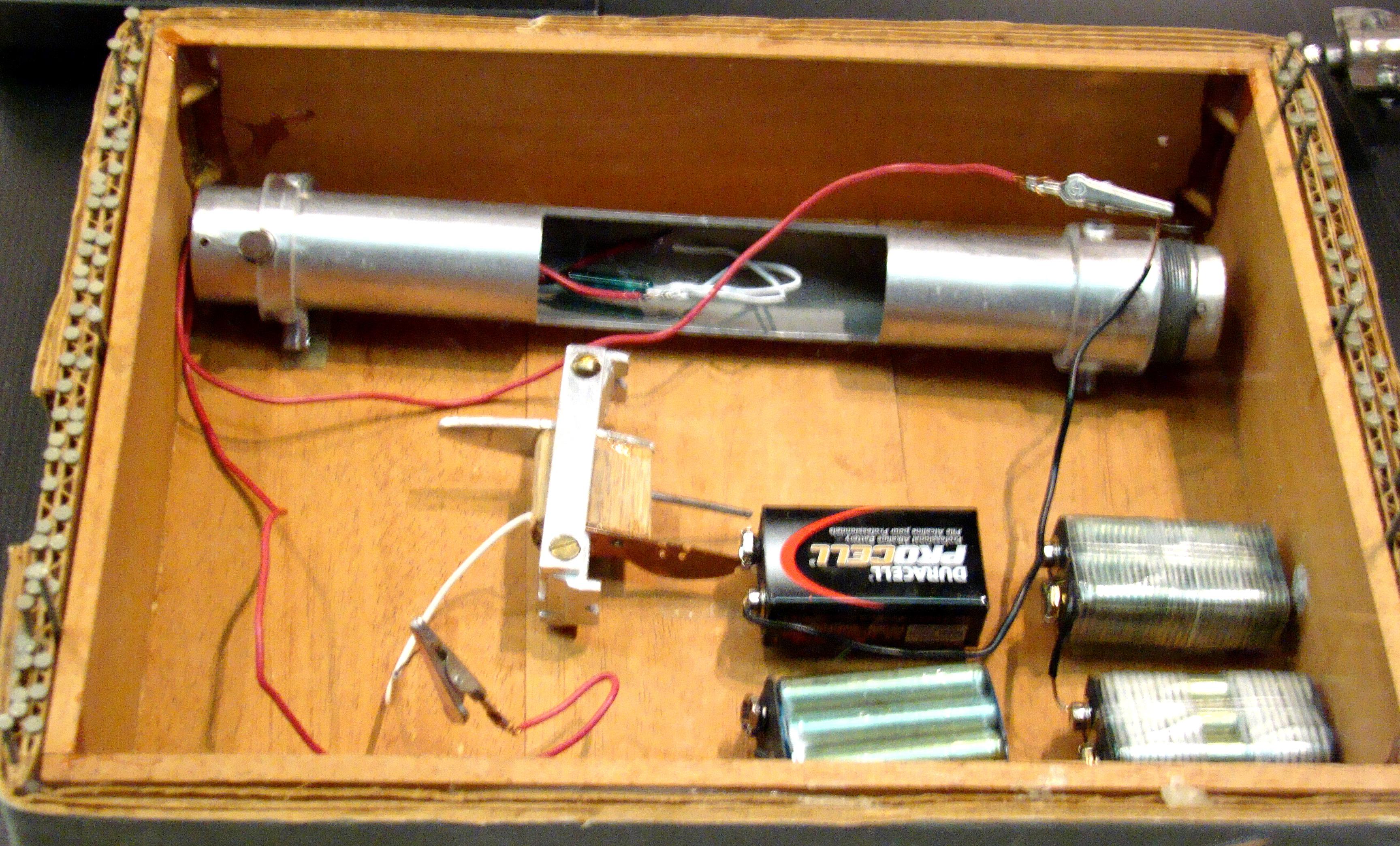
Reproduction par le FBI de l'une des bombes de Theodore Kaczynski, autrefois exposée au Newseum, aujourd'hui fermé, à Washington, DC.

Après six années d'inactivité, Kaczynski frappe de nouveau en 1993, expédiant une bombe à David Gelernter, un professeur d'informatique de l'université Yale et développeur de Linda, un système de programmation coordonné[réf. nécessaire]. La même année, une autre bombe vise le généticien Charles Epstein (en). Kaczynski écrit une lettre au New York Times revendiquant pour son « groupe anarchiste », appelé FC, la responsabilité des attaques[réf. nécessaire].
En 1994, un publicitaire est tué par un autre colis piégé. Dans une lettre, Kaczynski justifie le meurtre en expliquant que le travail d'un publicitaire est le développement de techniques permettant la manipulation des gens. Suit le meurtre du président de l'Association de sylviculture de Californie, Gilbert Murray, en 1995.

### Identification et arrestation
Au cours de son enquête pour identifier celui qu'il surnommait UNABOM (« UNiversity and Airline BOMber »), le FBI fait un rapprochement avec le roman L'Agent secret de Joseph Conrad qui aurait inspiré Kaczynski.
Le FBI va toutefois identifier Kaczynski à partir d'un tout autre indice. En 1995, il envoie des lettres à ses victimes et aux médias dans lesquelles il demande que son manifeste soit publié dans un journal réputé ou une grande revue. Il menace de continuer de tuer si sa demande n'est pas satisfaite. Le département de la Justice des États-Unis, le directeur du FBI Louis Freeh et la procureure générale Janet Reno recommandent d'accéder à son souhait dans un souci de sécurité publique et dans l'espoir qu'un lecteur reconnaisse l'auteur du manifeste. The New York Times et The Washington Post publient son pamphlet le 19 septembre 1995,,.
Linda Patrik, la belle-sœur de Kaczynski qui n'a jamais rencontré son beau-frère, avait déjà interpellé son mari David sur les similitudes des propos de Unabomber rapportés par la presse et ceux de Ted rapportés par la famille. Après la publication du manifeste et comparaison avec une lettre haineuse que Ted avait écrite à son frère par le passé, David est un peu plus convaincu par sa femme et ils décident de signaler au FBI ces ressemblances. Entre-temps, David découvre chez sa mère une sorte de proto-manifeste de jeunesse de Ted. Totalement convaincu, il recontacte le FBI avec ce nouvel élément. Une équipe de linguistes détermine que les deux documents ont été écrits par une seule et même personne.

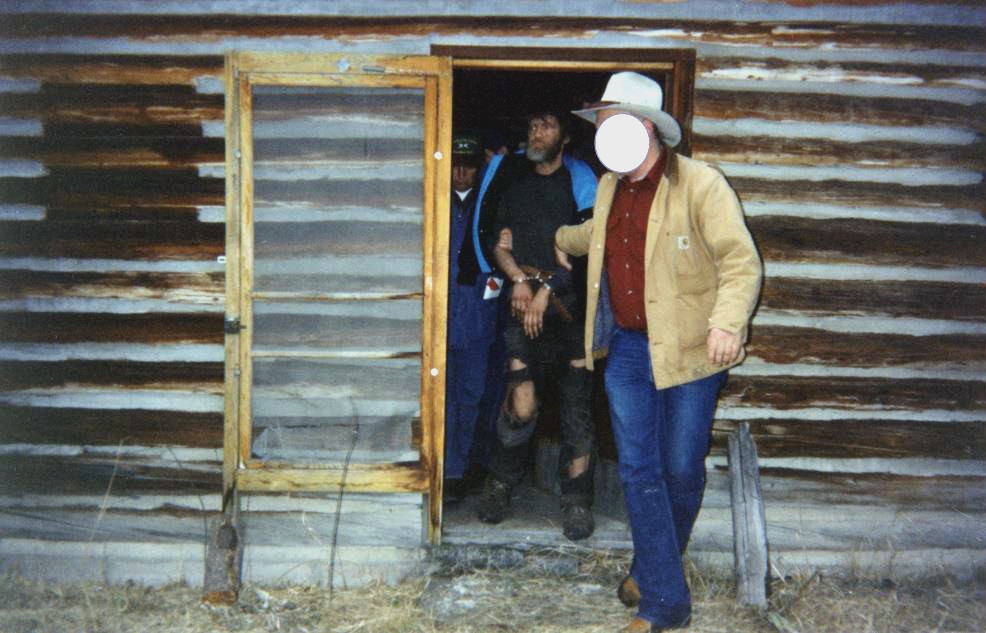
Arrestation de Theodore Kaczynski le 3 avril 1996.

Le FBI place la cabane de Theodore Kaczynski, où il vit en ermite dans les bois de Lincoln du Montana, sous surveillance contrôlée. Sa maîtrise des explosifs rend son arrestation délicate. Aussi, le 3 avril 1996, des centaines d'agents du FBI se positionnent autour de sa cabane. Ils utilisent la ruse en faisant appel à un garde-forestier pour l'attirer dehors. Les autorités découvrent dans la cabane tout le matériel servant à fabriquer des explosifs, la bombe numéro 17, prête à être envoyée, et 40 000 pages de notes manuscrites sur la fabrication d'engins explosifs.

### Procès et emprisonnement

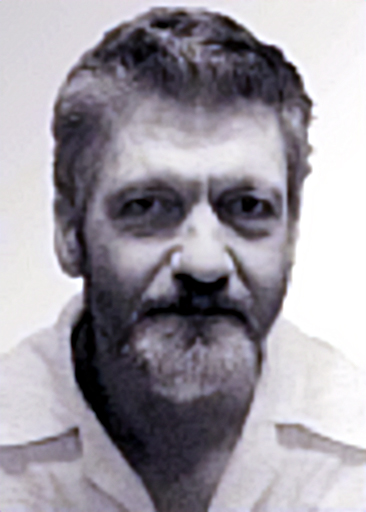
Theodore Kaczynski en prison, en 1999.

Au cours du procès, ses avocats veulent initialement plaider la démence, afin que la préméditation de ses crimes ne soit pas retenue. Kaczynski écrit au juge pour demander à se défendre lui-même, refusant d'être catégorisé comme « malade mental ». Afin de pouvoir se défendre, Kaczynski passe un examen psychologique auprès de Sally Johnson, qui le diagnostique avec de la schizophrénie paranoïde. Le juge refuse sa demande de se défendre sans avocats. Craignant une annulation de la peine pour des raisons d'irresponsabilité pénale en raison de la santé mentale de Kaczynski, les procureurs lui proposent de plaider coupable en échange de la prison à vie, que Kaczynski accepte.
Il est condamné le 4 mai 1998 à la prison à perpétuité sans possibilité de liberté conditionnelle, à payer 15 millions de dollars à ses victimes et est enfermé à l'ADX Florence dans le Colorado, une prison de très haute sécurité dite Supermax.
En 2021, il est transféré dans une prison en Caroline du Nord.

### Chronologie des colis piégés
Source : FBI

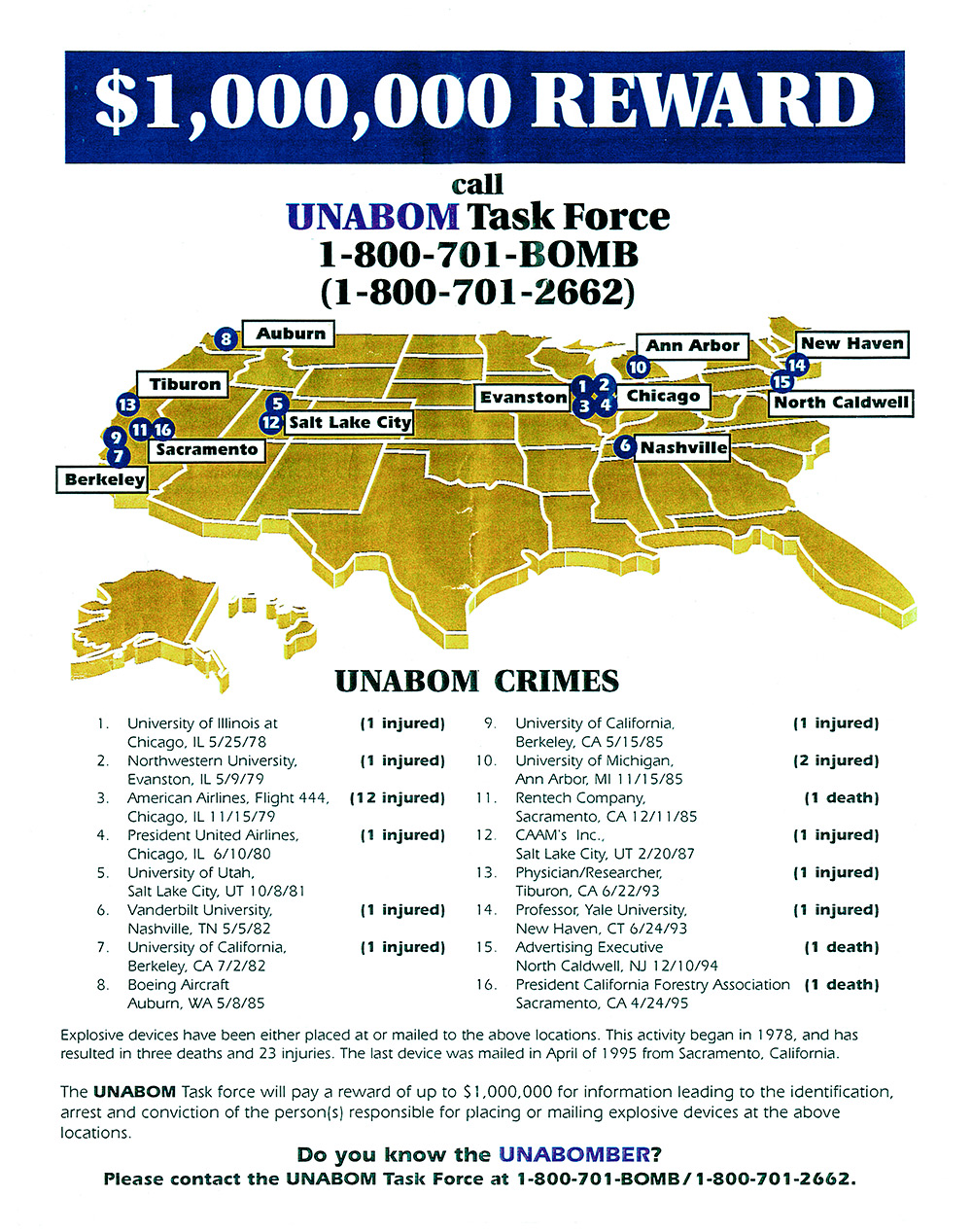
Affiche du FBI offrant 1 million $ de récompense pour des informations permettant la capture de Unabomber.

- 25 mai 1978 : un passant a trouvé un colis, adressé et affranchi, dans un parking de l'université de l'Illinois sur le campus de Chicago Circle. Le colis a été retourné à la personne indiquée sur l'adresse de retour, le professeur Buckley Crist, Jr. de l'université Northwestern. Ce dernier n'a pas reconnu le colis et a appelé la sécurité du campus. Le colis a explosé à l'ouverture et a blessé l'agent de sécurité.
- 9 mai 1979 : un étudiant diplômé de l'université Northwestern est blessé lorsqu'il ouvre une boîte qui ressemble à un cadeau. Elle avait été laissée dans une salle utilisée par les étudiants diplômés.
- 15 novembre 1979 : le vol 444 d'American Airlines, reliant Chicago à Washington, se remplit de fumée après l'explosion d'une bombe dans la soûte à bagages. L'avion atterrit sans encombre, car la bombe n'a pas fonctionné comme prévu. Plusieurs passagers souffrent d'inhalation de fumée.
- 10 juin 1980 : Percy Woods, le président d'United Airlines est blessé lorsqu'il ouvre un paquet contenant une bombe enfermée dans un livre intitulé Ice Brothers de Sloan Wilson.
- 8 octobre 1981 : une bombe enveloppée dans du papier brun et attachée avec une ficelle est découverte dans le couloir d'un bâtiment de l'université de l'Utah à Salt Lake City. La bombe est déclenchée en toute sécurité sans faire de blessés.
- 5 mai 1982 : une bombe envoyée au chef du département d'informatique de l'université Vanderbilt blesse sa secrétaire, après qu'elle l'a ouverte dans son bureau.
- 2 juin 1982 : un colis piégé laissé dans la salle de repos de Cory Hall à l'université de Californie, Berkeley, explose et blesse un professeur d'ingénierie.
- 15 mai 1985 : une autre bombe dans le Cory Hall de l'université de Californie, Berkeley, blesse un étudiant en ingénierie.
- 13 juin 1985 : un colis suspect envoyé à la division Fabrication de Boeing à Washington explose, mais la plupart des preuves médico-légales sont perdues.
- 15 novembre 1985 : un professeur de psychologie de l'université du Michigan, James V. McConnell (en), et son assistant sont blessés lorsqu'ils ouvrent un paquet contenant un classeur à trois anneaux contenant une bombe. La bombe contenait une lettre demandant au professeur d'examiner la thèse de maîtrise d'un étudiant.
- 11 décembre 1985 : une bombe déposée sur le parking d'un magasin d'informatique de Sacramento tue le propriétaire du magasin, Hugh Scrutton.
- 20 février 1987 : une autre bombe déposée sur le parking d'un magasin d'informatique de Salt Lake City blesse gravement le fils du propriétaire du magasin. Un employé du magasin a vu l'homme déposer la bombe, ce témoignage aidera un dessinateur à créer le portrait-robot.
- 22 juin 1993 : un généticien de l'université de Californie est blessé après avoir ouvert un paquet qui a explosé dans sa cuisine.
- 24 juin 1993 : un informaticien de l'université de Yale perd plusieurs doigts à cause d'une bombe postée.
- 19 décembre 1994 : un publicitaire, Thomas J. Mosser, est tué par un colis piégé envoyé à son domicile du New Jersey.
- 24 avril 1995 : une bombe envoyée par la poste tue le président de l'Association forestière de Californie, Gilbert Brent Murray, dans son bureau de Sacramento.

### Écrits
Theodore Kaczynski a tenu un journal intime où il détaille ses activités courantes. Ce journal est rédigé dans un langage chiffré que les policiers sont incapables de décoder. En novembre 2006, à la suite de la découverte d'un annuaire cryptographique parmi les papiers de Kaczynski, la CIA parvient à le déchiffrer.
Le journal intime révèle que Theodore Kaczynski a eu recours à plusieurs subterfuges pour mener les policiers sur de fausses pistes. Par exemple, il empaqueta volontairement deux cheveux, ramassés dans un arrêt d'autobus, dans une bombe. Il colla aussi deux semelles plus courtes à une paire de chaussures, espérant tromper la police sur sa pointure, et donc sur sa taille. Enfin, ce journal décrit sa frustration lorsqu'une bombe n'explosait pas selon ses attentes.
En prison, il rédige un livre publié en 2016, Anti-tech Revolution.

### Mort
Theodore Kaczynski est retrouvé mort dans sa cellule de la prison fédérale de Caroline du Nord, près de Butner dans le comté de Durham, au matin du 10 juin 2023. À l'âge de 81 ans, il souffrait d'un cancer en phase terminale et s'est suicidé en prison.

## Manifeste et postures idéologiques

### Idées principales
Theodore Kaczynski résume ainsi les quatre postulats principaux qu'il affirme et développe dans ses écrits[source secondaire nécessaire] :
1. Le progrès technologique nous conduit à un désastre inéluctable ;
2. Seul l'effondrement de la civilisation moderne peut empêcher le désastre ;
3. Le gauchisme est la première ligne de défense de la Société technologique contre la révolution ;
4. Ce qu'il faut, c'est un nouveau mouvement révolutionnaire, voué à l'éradication de la société technologique, et qui prendra des mesures pour tenir à l'écart tous les gauchistes et consorts.

Pour Kaczynski, c'est la technologie en elle-même qui joue un rôle moteur dans les transformations sociales, davantage que l'économie. Il se montre également très critique envers les partis de gauche, qu'il estime soumis à la croyance dans le rôle positif de la technologie.

Kaczynski justifie la violence de ses actes :

« À mon humble avis, l’utilisation de la violence (exemple : contre la réalisation de l’utopie d’une société technologique inhumaine), c’est de l’autodéfense. Certains peuvent en débattre, bien sûr. Si vous pensez que c’est immoral et inadéquat, alors vous devriez éviter TOUTE utilisation de la violence. Mais j’ai une question pour vous dans ce contexte : quel genre de violence a causé le plus de dégâts dans l’histoire de l’humanité ? La violence autorisée par les États (la société, la civilisation, l'idéologie) ou la violence non autorisée, employée par des individus ? »

Selon lui, la révolution industrielle conduit nécessairement à un ordre économique et politique de plus en plus contraignant qui détruit la nature vierge, réduit la liberté individuelle, transforme l'homme en simple rouage du système technologique et qui, à court terme, détruira l'espèce humaine elle-même. 

« Ce système n'existe pas pour satisfaire les besoins des hommes, et n'en est pas capable. Les désirs et le comportement des hommes doivent en fait être modifiés pour satisfaire aux besoins de ce système. »

Il en déduit que c'est toute la société moderne technologique qui doit être abattue. Il est bien conscient qu'un tel effondrement subit plongerait l'humanité dans la famine, et serait un cataclysme qui ferait périr beaucoup de gens, mais il conclut : 

« On ne peut pas avoir l'argent du beurre et le beurre. »

Son texte, d'abord publié dans la presse américaine sous la menace, est par la suite librement édité soit sur Internet, soit par exemple en France sous forme de livre, en 1996, avec une préface d'Annie Le Brun et, en 1998, dans une nouvelle traduction par les éditions de l'Encyclopédie des Nuisances.
En 2008, Theodore Kaczynski publie son premier livre, L'Effondrement du système technologique, aux éditions Xenia à Vevey, en Suisse. Publié en anglais par les mêmes éditions sous le titre Road to Revolution, c'est une compilation de tous ses textes, et notamment du Manifeste, dans leur première version complète, corrigée et autorisée. Selon l'auteur, cette version doit désormais faire autorité[réf. nécessaire]. Une nouvelle édition paraît en 2010, Technological Slavery. En 2016, Kaczynski publie un nouveau livre, Anti-Tech Revolution: Why and How, traduit en français sous le titre Révolution anti-tech, pourquoi et comment ? en 2021.

### Inspirations
Les idées de Theodore Kaczynski sont inspirées du mouvement luddiste. Ses actions s'inscrivent dans le mouvement néo-luddite qui se développe aux États-Unis dans les années 1990 et développe une critique radicale de la technologie autour d'auteurs comme Chellis Glendinning, John Zerzan et Kirkpatrick Sale. Theodore Kaczynski est fortement marqué par les écrits du philosophe français Jacques Ellul.

### Rapport avec les anarcho-primitivistes
Dans l'article « La vérité au sujet de la vie primitive » produit après son arrestation, Kaczynski analyse les écrits et les thèses des anarcho-primitivistes qu'il juge ainsi :
- « Le mythe du progrès n'est peut-être pas encore mort… Un autre mythe prend progressivement sa place, un mythe propagé surtout par les anarcho-primitivistes mais qui se répand également au sein d'autres mouvements. Si l'on en croit ce mythe, avant la civilisation, personne n'avait besoin de travailler, il suffisait de cueillir sa nourriture dans les arbres, la mettre dans sa bouche et passer le reste du temps à se divertir. Il n'y avait pas de différence entre les hommes et les femmes, il n'y avait ni maladie, ni compétition, ni racisme, ni sexisme ou homophobie, les gens vivaient en harmonie avec les animaux et tout était amour, partage et coopération. »
- « De l'avis général, ce qui précède est une caricature de la vision des anarcho-primitivistes. La plupart d'entre eux – du moins je l'espère – ne sont pas à ce point déconnectés de la réalité. Ils sont toutefois très éloignés de notre vision et il est grand temps que quelqu'un dénonce leur mythe[49]. »

### Critique de John Zerzan
De même, Theodore Kaczynski analyse les pages qu'il a pu récupérer de Futur Primitif du philosophe John Zerzan, tout en essayant de correspondre avec lui, et il finit par juger :
- « Il (Zerzan) a pourtant réussi à faire l'impasse sur tout ce qui pouvait dans ces livres contredire sa théorie. Puisque Zerzan s'est largement documenté sur les sociétés de chasseurs-cueilleurs, et puisque les aborigènes australiens sont parmi les plus connus des chasseurs-cueilleurs, je n'arrive pas à croire qu'il ne soit jamais tombé sur un compte rendu des mauvais traitements infligés aux femmes par des Australiens. Pourtant il n'a jamais fait allusion à de tels rapports — même pas dans le but de les réfuter ; »
- « On ne doit pas nécessairement supposer qu'il y a malhonnêteté consciente chez Zerzan. Comme le disait Nietzsche : “Le mensonge le plus courant est celui que l'on se fait à soi-même ; mentir aux autres est plutôt l'exception.” En d'autres termes, on se trompe soi-même avant de tromper les autres. Un élément important à prendre ici en compte est bien connu des propagandistes professionnels : les gens ont tendance à refouler — ils ne les perçoivent pas ou ils les oublient — les informations qu'ils trouvent embarrassantes[52]. »

### Reprises de ses idées
En 2000, Bill Joy cite un extrait du manifeste dans son texte Pourquoi le futur n'a pas besoin de nous publié dans le magazine Wired. Son texte inclut une réflexion sur les positions néo-luddites de Unabomber[réf. nécessaire].
En 2011, le manifeste 2083 d'Anders Behring Breivik est un large copier-coller de portions du manifeste d’Unabomber, dont il se réclame.
Lors de l'attaque au couteau dans un lycée de Nantes en 2025 ayant été commise par un élève de 16 ans, ce dernier a publié un manifeste. Ce document de 13 pages  prône l'environnementalisme, l'anti-industrialisme et l'anti-mondialisme, « dénonçant l'état du monde », en particulier la « violence systémique » et « l'aliénation sociale », écrivant que la société est une « immense opération de conditionnement » visant à « rendre les êtres humains dociles, prévisibles et programmables. » Ce texte, proche idéologiquement de Théodore Kaczynski, s'articule autour de trois grandes catégories qui doivent présenter les "activités néfastes de notre système". La première "agression", vu comme la plus "impactante et dangereuse", est "l'écocide globalisé" : "L'écocide globalisé est la somme des actions humaines qui détruisent, fragmentent, empoissonnent ou marchandisent la totalité du vivant". Il critique les "excès humains" sur la planète et ses conséquences néfastes. Il compare la "crise écologie contemporaine" à celle "du corps malade". Ce texte s'assimilant à une forme de néo-luddisme (ou anarcho-primitivisme, puisque visant une société sans hiérarchies) reprend des termes de Théodore Kaczynski comme celui du  "système technico-industriel mondial" qui est un système assimilé à une "tumeur étendue, proliférante, qui détruit les conditions de viabilité de l'organisme Terre".

## Publications
- Manifeste : l'avenir de la société industrielle, précédé de « Le manifeste d'Unabomber » par Jean-Marie Apostolidès, préface d'Annie Le Brun, Paris, Jean-Jacques Pauvert, 1996
- La Société industrielle et son avenir, Paris, éditions de l'Encyclopédie des Nuisances, 1998  (ISBN 2910386074)
- La Société industrielle et son avenir, Herblay-sur-Seine, Éditions LIBRE, 2022  (ISBN 978-2-490-40345-5)
- L’Esclavage technologique, Vol. 1, Herblay-sur-Seine, Éditions LIBRE, 2023  (ISBN 978-2-490-40335-6)
- L'Effondrement du système technologique, éditions Xenia, Vevey, Suisse, 2008  (ISBN 9782888920274)
- Le Manifeste de 1971, préfacé et annoté par Jean-Marie Apostolidès, Climats, 2009  (ISBN 978-2-08-122040-9)
- (en) The Road to Revolution, The Complete Unabomber, Mosaic Press, 2009  (ISBN 978-0889628953)
- Theodore Kaczynski (trad. de l'anglais), Révolution anti-tech : Pourquoi et comment ?, Herblay-sur-Seine, Éditions LIBRE, 2021 (ISBN 978-2-490-40328-8, lire en ligne)[41]

## Psychopathologie
De nombreux psychiatres se sont penchés sur la personnalité de Kaczynski. Plusieurs indices convergent à ce qu'il soit porteur de troubles du spectre autistique (TSA), qui se seraient aggravés dans le temps, entraînant une comorbidité du type schizophrénie à délire paranoïaque.
Les troubles psychiatriques de Kaczynski ont reposé le problème entre la maladie mentale et la responsabilité. S'il est indéniable qu'il souffre de graves troubles schizophréniques à délires paranoïaques, cependant, en raison de sa formation et de son intelligence nettement au-dessus de la moyenne, il est capable de faire des choix et d'avoir conscience des conséquences de ceux-ci, c'est pourquoi il n'a pas été déclaré pénalement irresponsable[source insuffisante].

## Dans la culture

### Télévision
- Série télévisée américaine Manhunt de 8 épisodes (2017) sur Discovery Channel, diffusée sur Netflix en décembre 2017.
- Série télévisée d'animation japonaise Cowboy Bebop de 26 épisodes (1998). Le personnage de Teddy Bomber dans l'épisode 22, Cowboy Funk, est construit en référence à Kaczynski.
- Son nom est mentionné dans la série Sur écoute dans l'épisode 8 de la saison 5, lorsque les inspecteurs McNulty et Greggs se rendent au FBI.
- Présenté dans le 6e épisode de la 1re saison de la série Dark Angel de James Cameron.
- Évoqué dans l'épisode 8 de la saison 2 et dans l’épisode 3 de la saison 10 d'Esprits criminels.
- Dans la série Breaking Bad, notamment le dernier épisode de la saison 5, il est évoqué par Marie Schrader (en) qui compare son allure à celle de Walter White (Bryan Cranston), nouvellement réapparu dans la ville d'Albuquerque.
- Dans l'épisode 8 de la saison 3 de Dexter, Dexter souligne la ressemblance entre l'accoutrement de Miguel Prado et Unabomber.

### Cinéma
- Il est cité dans le film Will Hunting de Gus Van Sant en 1997, lors d'une conversation entre le professeur de mathématiques Gerald Lambeau (interprété par Stellan Skarsgård) et le docteur en psychologie Sean Maguire (Robin Williams)[61].
- Dans Révélations de Michael Mann (1999), le journaliste d'investigation Lowell Bergman interprété par Al Pacino découvre au Montana que le FBI surveille la cabane de Unabomber.
- Dans Shoot 'Em Up : Que la partie commence de Michael Davis en 2007, le personnage principal interprété par Clive Owen affirme être le véritable Unabomber[62].
- Ted K (en) de Tony Stone retrace la vie de Kaczynski et les événements aboutissants à son arrestation. Le film est présenté à la Berlinale 2021, avec Sharlto Copley dans le rôle titre[63].

### Littérature
- Ricardo Piglia, Pour Ida Brown (traduction par Roberto Amutio de El camino de Ida, 2013), Paris, Gallimard, coll. « Du monde entier », 2014  (ISBN 978-2-07-014474-7) ; rééd., coll. « Folio » no 5932, 2014  (ISBN 978-2-07-046310-7) — un personnage de terroriste dans le roman s'inspire de Kaczynski[64].
- Camille de Toledo, Vies et mort d’un terroriste américain[65], Gallimard, Verticales, septembre 2007
- Jean-Marie Apostolidès, L'Affaire Unabomber, Éditions du Rocher, juin 1996
- Abel Quentin, Cabane, Les Éditions de l'Observatoire, août 2024

### Théâtre
- Protohérissé / B.P. Unabomber, de Zdrava Kamenova et Gergana Dimitrova (2012)
- L'Avenir de la société industrielle, adaptation pour le théâtre de Mirabelle Rousseau d'après la traduction de Jean-Marie Apostolidès, production Le T.O.C. - Théâtre Obsessionnel Compulsif[66] (2021-2022) – avec Alexandre Pallu

### Vidéographie
- Téléfilm Unabomber: The True Story, 1996
- Ted Kaczynski, reportage de la série Les Énigmes de l'histoire, réalisé par David Winton, diffusé sur NUMERO23
- Lutz Dammbeck, Das Netz, Voyage en cybernétique, diffusé sur Arte en avril 2008
- Série : Manhunt: Unabomber, 2017

### Émissions radiophoniques
- Christophe Hondelatte, « Unabomber, un fou terrorise l’Amérique », Europe 1, 5 avril 2017
- Fabrice Drouelle, « La traque d'Unabomber », émission de 53 min [], sur France Inter, Affaires sensibles, 2 février 2021 (consulté le 20 avril 2021)